# Sonnette (Sainte-Suzanne)
Pour les articles homonymes, voir Sonnette.
Pour un article plus général, voir Réseau hydrographique d'Eure-et-Loir.
La Sonnette est une rivière française du département d'Eure-et-Loir, affluent en rive droite du Sainte-Suzanne , sous-affluent de la Loire par l'Ozanne, le Loir, la Sarthe et la Maine.

## Communes traversées
De sa source à sa confluence avec le Sainte-Suzanne, la Sonnette parcourt 13,5 km et traverse 5 communes. D'amont en aval :
- Soizé ;
- Charbonnières ;
- La Bazoche-Gouet ;
- Les Autels-Villevillon ;
- Unverre.